# Bien plus fort
"Bien plus fort" (tradução portuguesa: "Bem mais forte") foi a canção que representou o Mónaco no Festival Eurovisão da Canção 1966 que se realizou no Luxemburgo.
A referida canção foi interpretada em francês pela cantora croata Tereza, a primeira cantora não-francesa a representar aquele principado na Eurovisão. Foi a décima-terceira canção a ser interpretada na noite do festival, a seguir à canção suíça "Ne vois-tu pas?", interpretada por Madeleine Pascal e antes da canção italiana "Dio, come ti amo", cantada por Domenico Modugno. Curiosamente, tanto a canção monegasca e a italiana terminaram empatadas em 17.º e último lugar com os indesejados 0 pontos. No ano seguinte, em 1967,  o Mónaco fez-se representar com a canção "Boum-Badaboum", interpretada por Minouche Barelli. Ela voltaria a participar na Eurovisão, em 1972, desta vez defendendo as cores do seu país (na época, a Croácia fazia parte da Jugoslávia), interpretando o tema  "Muzika i ti", e com o seu nome completo Tereza Kesovija.

## Autores
- Letrista: Jean-Max Rivière
- Compositor: Gérard Bourgeois
- Orquestrador: Alain Goraguer

## Letra
A canção é de estilo "chanson", popular nos primeiros anos do Festival Eurovisão da Canção. Tereza diz ao seu amante que "o teu amor por mim" e "mo meu amor por ti" são "mais fortes que o vento", "maiores que a Terra" e refere outros superlativos como "mais vermelho que o sangue" e pede-lhe para que a leve para longe de onde ela se encontra agora.

## Versões
Kesovija gravou também uma versão desta canção em croata com o título, "Još mnogo jače" e em italiano intitulada "Piu di ogni cosa".